# Latrodectus lilianae
Latrodectus lilianae és una espècie d'aranya del gènere Latrodectus (vídues negres) i de la família dels terídids, nativa de la península Ibèrica. Té petites marques de color blanc i taronja a l'abdomen, prop del prosoma. Es troba principalment en garrigues i màquies de la Península Ibèrica, a diferència dels seus parents americans que resideixen prop d'assentaments humans. Es desconeix l'efecte del seu verí en humans.

## Descripció

### Femelles
Són aranyes de grans dimensions (12,5 a 16,0 mm); presenten un cos vermellós o negre d'aspecte circular, opistosoma globular, circular, entre negre mat i marró que presenta a la part frontal, una taca clara (a vegades difuminada). Presenten l'opistosoma cobert per espines fines i moderadament llargues entre les quals apareixen espines menors. Les potes són negres o negres vermelloses, més fosques que el cos.

### Mascles
Presenten una mida menor que les femelles (2,6 a 5,6 mm). El cos és fosc, amb tons vermellosos, més llarg que ample. L'abdomen és de color blanc o crema, presentant al dors dues bandes fosques que formen taques irregulars. Les potes són, proporcionalment, més llargues que les de les femelles.

### Nimfes
Abans de l'eclosió, les nimfes presenten un abdomen de color blanc intens amb un dibuix abdominal que amb prou feines s'insinua amb tons més foscs. Pocs dies després de l'eclosió, les taques s'enfosqueixen i es fan més visibles; aquestes romanen fins a les últimes mudes.

## Ecologia
Durant els mesos de juliol a setembre, les femelles fan varies postes. Aquestes postes es troben protegides per una ooteca blanc-groguenca en forma de pera d'entre 14 i 17 mm. Els ous són rodons, de color blanc groguenc i hi ha entre 380 i 445 per ooteca. Els exemplars es troben formant petites poblacions.

## Hàbitat
L'espècie habita en zones estepàries amb gran sequera i aridesa. El clima és continental àrid, amb grans oscil·lacions tèrmiques. Sovint freqüenta zones amb matollar de romaní, Ononis tridentata, Gypsophyla struthium i Helianthemum squamatum. Així com prats de Lygeum spartum, Stipa sp. i Brachypodium retusum.